# Jokijärvi (sjö i Pielavesi, Norra Savolax)
Jokijärvi är en sjö i kommunen Pielavesi i landskapet Norra Savolax i Finland. Den är 5 meter djup. Arean är 37 hektar och strandlinjen är 4,79 kilometer lång. Sjön  ingår i Kymmene älvs huvudavrinningsområde.   Den ligger omkring 52 kilometer väster om Kuopio och omkring 340 kilometer norr om Helsingfors. 